# Суфиянов, Аглулла Гибатович
Аглулла Гибатович Суфиянов (25 февраля 1927 — 5 февраля 2009) — передовик советского горнодобывающей промышленности, бригадир проходчиков Маслянского рудника Зыряновского свинцового комбината Восточно-Казахстанского совнархоза, Герой Социалистического Труда (1961).

## Биография
Родился 25 февраля 1927 года в селе Исламгулово, в Белебеевском уезде в башкирской семье. С 1941 по 1947 годы работал в колхозе «Урал» Миякинского района. С 1947 по 1951 годы служил в Советской Армии. В 1951 году устроился работать столяром инструментального завода в городе Фрунзе. С 1952 по 1955 годы — забойщик, а с 1955 года — горняк-проходчик и бригадир проходчиков Маслянского рудника Зыряновского свинцового комбината в городе Зыряновск Восточно-Казахстанской области.
Его бригада числилась в передовых. Нормы выработки, начиная с 1959 года. постоянно перевыполнялись. 24 февраля 1960 года бригаде присвоено звание «Бригада коммунистического труда». Его опыт работы был обобщён и применён в промышленности.
Указом Президиума Верховного Совета СССР от 9 июня 1961 года за достижение высоких показателей в производстве и успехи в горнодобывающей промышленности Аглиулле Ибатовичу Суфиянову присвоено звание Героя Социалистического Труда с вручением ордена Ленина и медали «Серп и Молот».
А. Г. Суфиянов избирался членом Ревизионной комиссии ЦК Компартии Казахстана.
В 1964 году участвовал в степной экспедиции в городе Караганда. С 1965 по 1967 годы бригадир Учкошконской поисково-разведочной партии в Киргизской ССР.
В 1967 году вернулся в Башкирию, где до 1981 года работал заведующим молочно-товарной фермы в колхозе «Урал» Миякинского района.
Проживал в городе Мелеуз. Умер 5 февраля 2009 года, похоронен в родной деревне.

## Награды
За трудовые успехи был удостоен:
- золотая звезда «Серп и Молот» (09.06.1961)
- орден Ленина (09.06.1961)
- другие медали.